# Blanco Encalada (Mendoza)
Blanco Encalada es una parada de tren en el distrito Las Compuertas, del departamento Luján de Cuyo, provincia de Mendoza, Argentina.

## Geografía

### Población
Cuenta con 1277 habitantes (Indec, 2001), lo que representa un marcado incremento del 185 % frente a los 448 habitantes (Indec, 1991) del censo anterior.

### Sismicidad
La sismicidad del área de Cuyo (centro oeste de Argentina) es frecuente y de intensidad baja, y un silencio sísmico de terremotos medios a graves cada 20 años.
Sismo de 1861aunque dicha actividad geológica catastrófica, ocurre desde épocas prehistóricas, el terremoto del 20 de marzo de 1861 (164 años) señaló un hito importante dentro de la historia de eventos sísmicos argentinos ya que fue el más fuerte registrado y documentado en el país. A partir del mismo la política de los sucesivos gobiernos mendocinos y municipales han ido extremando cuidados y restringiendo los códigos de construcción. Y con el terremoto de San Juan de 1944 del 15 de enero de 1944 (81 años) los gobiernos tomaron estado de la enorme gravedad sísmica de la región.
Sismo del sur de Mendoza de 1929muy grave, y al no haber desarrollado ninguna medida preventiva, mató a 30 habitantes
Sismo de 1985fue otro episodio grave, de 9 s de duración, derrumbando el viejo Hospital del Carmen de Godoy Cruz.

## Diferendo limítrofe intraprovincial
En 2005, el Departamento Las Heras creó un distrito que incluye una zona en litigio de límites con el Departamento Luján de Cuyo. Según el departamento de Luján y la costumbre histórica, la localidad pertenece desde la creación del mismo al distrito de Las Compuertas y tradicionalmente ha sido el municipio de Luján quien ha prestado los servicios públicos de esta zona. En 2017 la Corte Suprema de Mendoza falló otorgando toda la zona disputada a Luján de Cuyo.